# Mao Kobayashi
Mao Kobayashi (japanisch 小林 真鷹 Kobayashi Mao; * 13. Juli 1999 in der Präfektur Tokio) ist ein japanischer Fußballspieler.

## Karriere
Kobayashi erlernte das Fußballspielen in der Jugendmannschaft vom FC Tokyo. Die U23-Mannschaft des Vereins spielte in der dritten Liga, der J3 League. Bereits als Jugendspieler absolvierte er 12 Drittligaspiele.